# 盛安 (洪武進士)
盛安（？年—？年），南直隸丹徒縣人，明朝政治人物。

## 生平
洪武十七年，鄉試中舉。洪武十八年，中式乙丑科进士。官國子監學正。